# Célia Mara
Celia Mara es una cantautora y productora brasileña que ha vivido desde la década de 1990 en Viena, Austria, y desde 2003 también en parte de Salvador, Bahia.

## Estilo
Ella se define como "bastardista": carrera de violación, el género y las estructuras de clase, un híbrido, en su mayoría mujeres realizadas, mestizos mixta, de las normas, ilegítima, de una raza impura ..., o " nu sabor brasileño ", presentando un worldbeat latinizado - músicas del mundo multicultural, con fuertes raíces brasileñas, cantando en Portugués, Inglés, alemán, francés y español.
Célia Mara nació en Pedra Azul, Minas Gerais, una pequeña ciudad en Brasil una de las regiones más pobres del mundo. Políticamente, ella creció en un régimen militar. Ella comenzó su carrera musical como una niña de 14 años de edad, como un autodidacta en la guitarra. Muy influenciada por la revolutonary Tropicalismo, comenzó en sus principios a reproducir las canciones de Caetano Veloso, Gilberto Gil, Chico Buarque, pero también de Mercedes Sosa y sus propias composiciones en eventos locales. En 1979 fue la primera niña (y compositora) de la Jequintinhonha de Vale participar en un evento regional: "Los procurados" - "Festivale", organizado por Tadeu Martins. Más tarde vivió en Belo Horizonte, (se muestra en cabare Mineiro, "Palacio das Artes"), así como en Río de Janeiro a la presentación de una fusión entre las canciones urbanas y rurales. apariciones en televisión como en TV Globo, le dio un empujón a su carrera.

## Europa
En la década de 1990, su primera gira europea la llevó a los pequeños clubes y festivales de menor importancia en Alemania, Suiza, Austria y norte de Italia. En 1993, se trasladó a Austria, con un solista y dúo de carrera, actuando en importantes festivales de jazz regionales Festival de Jazz-Burghausen, Jazzfest-Jena. En 1997, fundó la sede en Austria de América de banda potênciaX - con Herwig Gradischnig, Ingrid Oberkanins y otros. Utilización de programas de sonido, fue influenciado por bastardpop y el arte de la remezcla.
"Celia Mara bastardsound" es un centro-europeo - Mix Brasil, relacionados con el español mestiço movimiento - Manu Chao, Amparanoia, Ojos de brujo, la fusión de Viena Joe Zawinul y la música brasileña Tom Zé, Vanessa da Mata, Seu Jorge, Lenine, Carlinhos Brown.

## Discografía
- Santa Rebeldía (2008)
- Bastardista (2005)
- Necessario- en vivo en ORF Radiokulturhaus (2000) libre Arte / ORF.
- Hot Couture do Samba (1998) libre de arte.

## Premios
- 2000: Concierto Valoración: mejor artista de música del mundo en Austria.
- 2003: Preis Pammer Herta para el evento: la cultura es nuestra arma.
- 2006: Da cultura Copa, [premio brasileño a la exportación de la cultura] Bastardista